# Вихров, Игорь
И́горь Вихро́в (латыш. Igors Vihrovs, род. 6 июня 1978) — латвийский гимнаст, первый в истории независимой Латвии олимпийский чемпион.
Игорь Вихров родился в 1978 году в Риге (СССР). Гимнастикой стал заниматься с 7 лет. В 2000 году по итогам предварительных соревнований, в которых выступил лучше, чем его ровесник Евгений Сапроненко, был отобран в олимпийскую сборную Латвии, и неожиданно для всех (в том числе и для официальных членов латвийской делегации) завоевал золотую медаль в вольных упражнениях и стал первым олимпийским чемпионом в истории независимой Латвии. В 29 лет из-за травм был вынужден оставить большой спорт, открыл вместе с Евгением Сапроненко гимнастический клуб для детей.